# Tulsa Oilers
Tulsa Oilers – amerykański klub hokeja na lodzie z siedzibą w Tulsa, Oklahoma, grający w lidze ECHL.
Klub jest zespołem farmerskim dla St. Louis Blues z NHL i San Antonio Rampage z AHL.
Wcześniej klub był zespołem farmerskim dla Colorado Avalanche (2010-2015) oraz Winnipeg Jets
(2015-2017) z NHL oraz Manitoba Moose z AHL.

## Historia
Klub powstał w 1992 i do 2014 występował w lidze CHL.
7 października 2014, na kilka dni przed startem sezonu, ogłoszono, że liga przestała istnieć. Tulsa Oilers razem z Allen Americans, Brampton Beast, Quad City Mallards, Missouri Mavericks, Rapid City Rush i Wichita Thunder zostali przyjęci do ECHL w trybie natychmiastowym.

## Sukcesy
- William Levins Memorial Cup: 1994